# Олесино (Тернопольская область)
Олесино (укр. Олесине) — село в Козовской поселковой общине Тернопольского района Тернопольской области Украины.
До 2020 года входило в Козовский район.
Код КОАТУУ — 6123086101. Население по переписи 2001 года составляло 532 человека.

## Географическое положение
Село Олесино находится у истоков реки Ценюв,
ниже по течению на расстоянии в 1,5 км расположено село Ценёв.

## История
- 1820 год — дата основания.

## Объекты социальной сферы
- Школа.
- Дом культуры.
- Фельдшерско-акушерский пункт.

## Достопримечательности
- Братская могила советских воинов.